# Lipotriches
Lipotriches (лат.) — род пчёл, из подсемейства Nomiinae семейства Halictidae.

## Распространение
Восточное полушарие, кроме Европы, главным образом палеотропика.

## Описание
Гнездятся в земле.

## Классификация
Около 300 видов. В Палеарктике представлены 10 видами из 3 подродов (Austronomia, Clavinomia и Lipotriches s. str.).
- Lipotriches ablusa (Cockerell, 1931)
- Lipotriches abuensis (Cameron, 1908)
- Другие виды